# گوهرده
گوهر ده، روستایی بود از توابع بخش دودانگه شهرستان ساری در استان مازندران ایران. این روستا سال‌ها پیش متروک شد و ساکنانش به مکان‌های دیگر از جمله روستای جمال‌الدین‌کلا کوچیدند.
منطقهٔ گوهرده امروزه از دودانگه منتزع شده و جزئی از بخش چهاردانگه می‌باشد.